# 紀元前830年
紀元前830年（きげんぜん830ねん）は、西暦による年。

## 他の紀年法
- 干支 : 辛未
- 中国
  - 周 - 共和12年
  - 魯 - 真公26年
  - 斉 - 武公21年
  - 晋 - 釐侯11年
  - 秦 - 秦仲15年
  - 楚 - 熊厳8年
  - 宋 - 恵公元年
  - 衛 - 釐侯25年
  - 陳 - 釐公2年
  - 蔡 - 夷侯8年
  - 曹 - 幽伯5年
  - 燕 - 恵侯35年
- 朝鮮
  - 檀紀1504年
- ユダヤ暦 : 2931年 - 2932年
- アッシリア暦 : 3921年
- 人類紀元 : 9171年